# Mesochorus taeniatus
Mesochorus taeniatus là một loài tò vò trong họ Ichneumonidae.